# НБУ-Азія (футбольний клуб, Ташкент)
Професіональний футбольний клуб «НБУ-Азія» або просто «НБУ-Азія» (узб.  «NBU-Osiyo» futbol klubi) — професійний узбецький футбольний клуб з міста Ташкент. Футбольний клуб Національного Банку Узбекистану. Саме в цьому клубі, який виступав у Другій лізі чемпіонату Узбекистану, у 2000 році почав самостійну тренерську кар'єру Вадим Абрамов.

## Історія
Професіональний футбольний клуб «НБУ-Азія» було засновано в 2000 році в Ташкенті. В 2000 році команда дебютувала в Другій лізі, в якій одразу й здобув чемпіонство та отримав путівку до Першої ліги. З цього часу команда виступає у Першій лізі. За цей час команда тричі ставала бронзовим призером ліги.

## Досягнення
- Перша ліга Узбекистану

 Бронзовий призер (3): 2003, 2004, 2012
- Друга ліга Узбекистану
  -  Чемпіон (1): 2000

## Статистика виступів у національних турнірах
| Сезон | Ліга       | Міс. | Іг. | В  | Н | П  | ЗМ | ПМ | О  | Кубок | Найкращий бомбардир        |
| ----- | ---------- | ---- | --- | -- | - | -- | -- | -- | -- | ----- | -------------------------- |
| 2001  | Перша ліга | 5    | 32  | 17 | 7 | 8  | 51 | 25 | 58 | -     |                            |
| 2002  | Перша ліга | 4    | 32  | 20 | 6 | 6  | 54 | 23 | 66 | Р32   |                            |
| 2003  | Перша ліга | 3    | 28  | 16 | 5 | 7  | 73 | 36 | 53 | Р16   |                            |
| 2004  | Перша ліга | 3    | 3   | 0  | 2 | 1  | 4  | 7  | 2  | Р32   | Обід Орипов – 24           |
| 2005  | Перша ліга | 4    | 3   | 0  | 0 | 3  | 1  | 7  | 0  | Р16   |                            |
| 2006  | Перша ліга | 4    | 38  | 24 | 1 | 13 | 67 | 54 | 73 | Р32   | Леонід Сенкевич – 26       |
| 2007  | Перша ліга | 8    | 38  | 18 | 9 | 11 | 55 | 47 | 63 | Р32   | Леонід Сенкевич – 20       |
| 2008  | Перша ліга | 11   | 34  | 12 | 7 | 15 | 48 | 53 | 43 | Р32   |                            |
| 2009  | Перша ліга | 10   | 26  | 9  | 5 | 12 | 43 | 36 | 32 | Р32   | Азіз Азімов – 20           |
| 2010  | Перша ліга | 16   | 30  | 4  | 2 | 24 | 25 | 64 | 14 | Р32   |                            |
| 2011  | Перша ліга | 16   | 30  | 6  | 2 | 22 | 25 | 68 | 20 | Р32   |                            |
| 2012  | Перша ліга | 3    | 30  | 16 | 8 | 6  | 50 | 33 | 56 | Р32   | Абдулатіф Абдукодиров – 22 |
| 2013  | Перша ліга | 7    | 30  | 13 | 4 | 13 | 42 | 42 | 43 | Р32   | Хусутдін Гафуров – 14      |

## Відомі гравці
- Хусніддін Гафуров
- Ілля Кликунов
- Олексій Ніколаєв
- Віталій Почуєв

## Тренери
- 2000–2001:  Вадим Абрамов
- 2002–2003:  Азамат Абдураїмов
- 2002–2003:  Андрій Микляєв

...
- 2007:  Равіль Бикчентаєв

...
- 2010:  Рустам Аріпов
- 2011:  Муїддін Ортіков
- 2011–2012:  Ільхом Мумінджонов
- 2012–2013:  Мухтар Курбанов
- 2014:  Жафар Ірісметов
- 2014–...:  Равшан Бозоров